# 中内啓光
中内 啓光（なかうち ひろみつ、1952年 - ）は、日本の医学者。スタンフォード大学医学部教授。東京大学医科学研究所特任教授。再生医療のトップランナーとして知られる。移植治療を目的とした、動物の体内におけるヒトの臓器の作製を目指している。

## 略歴
- 1971年 - 麻布高等学校卒業
- 1978年
  - 横浜市立大学医学部医学科卒業[3]、在学中ハーバード大学医学部へ1年間留学
  - 横浜市立大学附属病院 内科研修医[3]
- 1983年
  - 東京大学大学院医学系研究科修了[3]（指導教官：多田富雄免疫学教室教授）医学博士
    - 論文の題は「Establishment and functional analysis of antigen-specific TCGF dependent suppressor T cell line（TCGF依存性抗原特異的サプレッサーT細胞株の確立とその免疫生物学的活性）」[4]。

  - スタンフォード大学 リサーチフェロー[3]
- 1984年 - 順天堂大学医学部免疫学教室 助手[3]
- 1987年 - 理化学研究所造血制御研究チーム チームリーダー[3]
- 1993年 - 筑波大学基礎医学系免疫学 教授[3]
- 2002年 - 東京大学医科学研究所 ヒト疾患モデル研究センター 教授[3]
- 2008年 - 東京大学医科学研究所幹細胞治療研究センター センター長・教授[3]

## 受賞
- 2004年 - ベルツ賞1等賞[3]

## 著書
- 『再生医療へ進む最先端の幹細胞研究─注目のiPS・ES・間葉系幹細胞などの分化・誘導の基礎と, 各種疾患への臨床応用』山中伸弥との共編 羊土社 2008 ISBN 978-4758102896
- 『現代生物科学入門 第7巻 再生医療生物学』阿形清和、岡野栄之、大和雅之との共著 岩波書店 2009 ISBN 978-4000069670
- 『幹細胞』＜再生医療叢書＞ 日本再生医療学会（監修）、山中伸弥・中内啓光（編集）朝倉書店 2012 ISBN 978-4254360714